# Vulnéraire
Pour les articles homonymes, voir Vulnéraire (plante) et Eau vulnéraire.

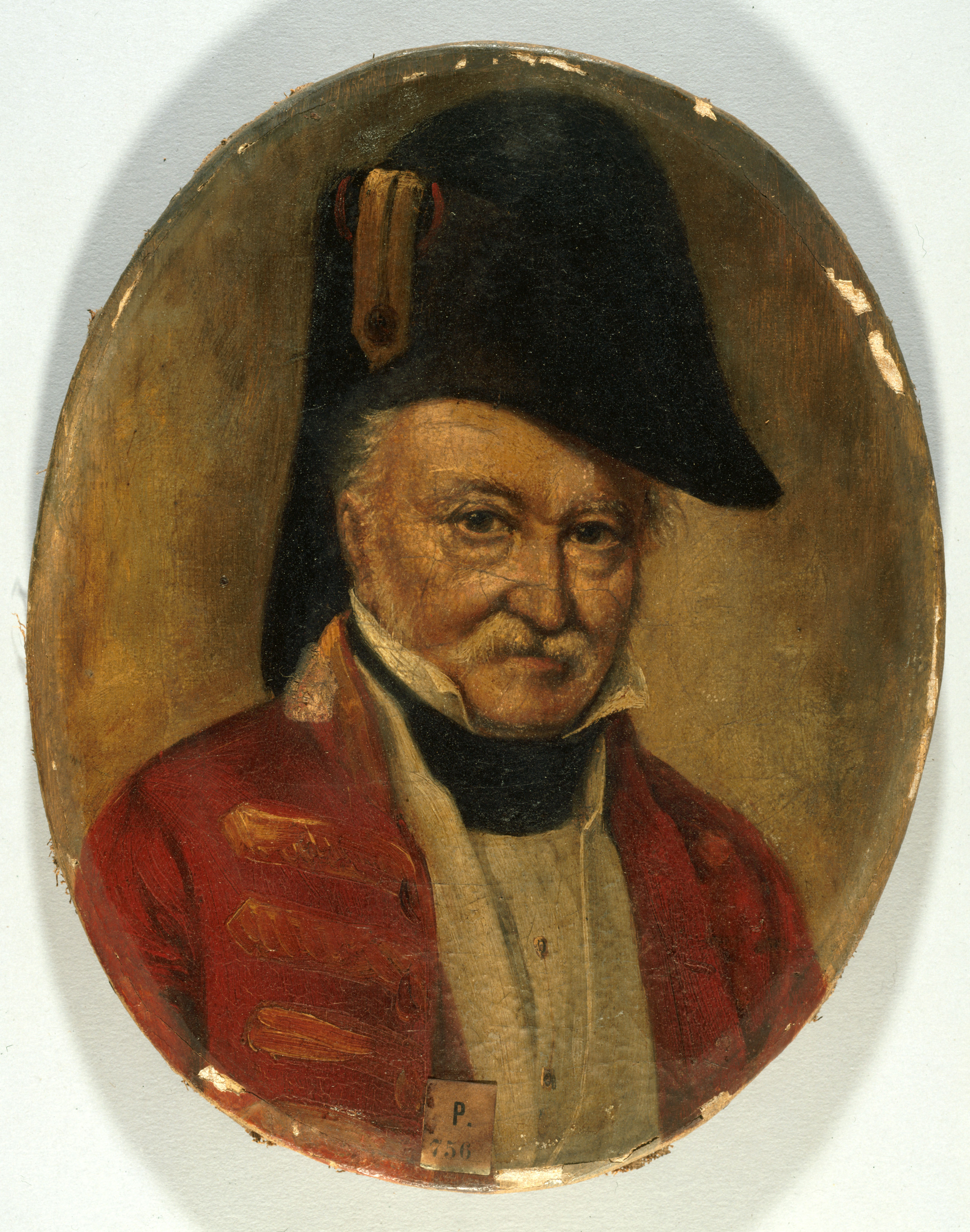
Marchand de vulnéraire, vers 1820, musée Carnavalet.

Vulnéraire, du latin vulnerarius (de vulnus, blessure) désigne de manière générale ce qui est propre à la guérison des plaies ou des blessures.
Dans le domaine de la médecine humaine ou vétérinaire, vulnéraire employé seul ou associé peut alors désigner un produit ou médicament ou une préparation (sous forme de liquide ou poudre) propre à guérir une blessure (cicatrisant), ou que l'on administre après un traumatisme.

## Histoire
Les moines composèrent des vulnéraires à base de plantes, destinés à se soigner eux-mêmes ou à réconforter et à soigner leurs hôtes de passage malades ou blessés ; un grand nombre de ces élixirs ont évolué vers la liqueur classique de nos jours. On a aussi utilisé le cambium séché et broyé de certains arbres, tel celui du Mélèze (Larix decidua).
Parmi les vulnéraires, l'eau vulnéraire ou eau d'arquebusade est une teinture officinale, c'est-à-dire une solution médicamenteuse obtenue par action prolongée de l'alcool sur des plantes aromatiques, réputée vulnéraires. On peut aussi citer les « thés suisses » ou l'« Eau spiritueuse vulnéraire et cosmétique de Comère »
Différentes plantes autrefois utilisées comme vulnéraires en Europe et encore très utilisées dans les pharmacopées traditionnelles de certaines zones du monde sont appelées « vulnéraire » : voir à ce sujet Vulnéraire (plante).
Ces plantes étaient (ou sont) cueillies fraiches dans la nature et notamment préparées ou vendues par les herboristes, apothicaires et pharmaciens ou parfois cultivées dans les jardins ou dans des jardins d'apothicaires .

## Boules vulnéraires d'acier
La « véritable boule vulnéraire de Mars » (aussi dite Globuli martiales ou « boule vulnéraire d'acier » ou boule d'« acier tartarisé ») était fabriquée à Nancy selon une recette secrète par Claude-Charles Guoery, Concierge de l'Hôtel-de-Ville de Nancy. Ce remède  est évoqué en 1725 dans la Pharmacopée de Strasbourg mais divers variantes et produits proches seront produits jusqu'en 1972 ; on en tirait une solution ferrugineuse à administrer au patient, qui était réputée soigner de nombreux maux (« blessures, Coupures, Meurtrissures, Hémorragies, Migraines, Coliques, Fluxions, Dislocations, Pleurésies, Sciatiques, Rhumatismes, dureté de Rate, Mal-de-Mere ou Vapeurs, Perte de sang, Pâles-couleurs. Ladite Eau de Boule a aussi la vertu tirer les épines dans quelques parties du corps qu'elles soient. » Pour l'utiliser « il faut prendre de l'eau de fontaine, la faire tiédir sur une assiette de terre, dans laquelle on roulera la Boule jusqu'à ce qu'elle soit noire, y ajouter moitié d'eau de-vie pour les embrocations, un tiers seulement lorsqu'on veut en boire »). Ces recettes sont tombées en désuétude face de nouveaux complexants du fer plus efficaces que le tartrate (citrate et gluconate notamment).